# Pristimantis pleurostriatus
Espèce
Synonymes
- Eleutherodactylus pleurostriatus Rivero, 1984 "1982"

Statut de conservation UICN

 DD  : Données insuffisantes
Pristimantis pleurostriatus est une espèce d'amphibiens de la famille des Craugastoridae.

## Répartition
Cette espèce est endémique de l'État de Mérida au Venezuela. Elle se rencontre à San Eusebio vers 2 316 m d'altitude dans la cordillère de Mérida. Cela pourrait se produire un peu plus largement, mais cela nécessite une confirmation.
Cette espèce fut découverte le 30 avril 2004

## Lien originale
- Rivero, 1984 "1982" : Los Eleutherodactylus (Amphibia, Salientia) de los Andes venezolanos. 2. Especies Subparameras. Memoria de la Sociedad de Ciencias Naturales La Salle,  vol. 42, no 118, p. 57-132.